# 여인혁 (축구 선수)
여인혁(1992년 5월 6일 ~ )은 대한민국의 축구 선수이다. 포지션은 센터백, 오른쪽 풀백, 왼쪽 풀백이다. 현재 서울 벽산 플레이어스 소속이다.